# Campionati del mondo di ciclismo su pista 2013 - Inseguimento individuale femminile
La gara inseguimento individuale femminile ai Campionati del mondo di ciclismo su pista 2013 si svolse il 20 febbraio 2013. La vittoria fu appannaggio della statunitense Sarah Hammer.
Partenza con 15 atlete, le quali tutte completarono la gara.
Tutte le manche si svolsero sulla distanza di 3000 mt. con partenza da fermo.

## Podio
| Pos.    | Atleta            | Nazionalità |
| ------- | ----------------- | ----------- |
| Oro     | Sarah Hammer      | Stati Uniti |
| Argento | Amy Cure          | Australia   |
| Bronzo  | Annette Edmondson | Australia   |

## Risultati

### Qualifiche
I migliori due tempi si qualificano alla finale per l'oro, il terzo e il quarto tempo si qualificano alla finale per il bronzo.
| Pos. | Atleta                    | Nazione     | Tempo    | Note |
| ---- | ------------------------- | ----------- | -------- | ---- |
| 1    | Sarah Hammer              | Stati Uniti | 3:30.206 | Q    |
| 2    | Amy Cure                  | Australia   | 3:33.366 | Q    |
| 3    | Annette Edmondson         | Australia   | 3:34.273 | q    |
| 4    | Laura Brown               | Canada      | 3:37.736 | q    |
| 5    | Caroline Ryan             | Irlanda     | 3:38.269 |      |
| 6    | Lisa Brennauer            | Germania    | 3:38.697 |      |
| 7    | Anna Nahirna              | Ucraina     | 3:38.791 |      |
| 8    | Yudelmis Domínguez        | Cuba        | 3:42.528 |      |
| 9    | Eugenia Bujak             | Polonia     | 3:42.953 |      |
| 10   | Lucie Záleská             | Rep. Ceca   | 3:43.054 |      |
| 11   | Anastasia Chulkova        | Russia      | 3:44.218 |      |
| 12   | Mieke Kröger              | Germania    | 3:45.968 |      |
| 13   | Els Belmans               | Belgio      | 3:47.003 |      |
| 14   | Amy Pieters               | Paesi Bassi | 3:49.182 |      |
| 15   | Maria Giulia Confalonieri | Italia      | 3:49.217 |      |

### Finali
| Posizione            | Atleta            | Nazione     | Tempo    | Gap    |
| -------------------- | ----------------- | ----------- | -------- | ------ |
| Finale per l'Oro     |                   |             |          |        |
| 1                    | Sarah Hammer      | Stati Uniti | 3:32.050 |        |
| 2                    | Amy Cure          | Australia   | 3:40.685 | +8.635 |
| Finale per il Bronzo |                   |             |          |        |
| 3                    | Annette Edmondson | Australia   | 3:36.830 |        |
| 4                    | Laura Brown       | Canada      | 3:44.533 | +7.703 |